# David Lindsay (27e comte de Crawford)
Pour les articles homonymes, voir David Lindsay et Lindsay.
David Alexander Edward Lindsay, 27e comte de Crawford et 10e comte de Balcarres, (10 octobre 1871 - 8 mars 1940), appelé Lord Balcarres ou Lord Balniel entre 1880 et 1913, est un homme politique conservateur britannique et un connaisseur d'art.

## Jeunesse et éducation
Né à Dunecht, Aberdeenshire, Crawford est le fils aîné de James Lindsay, 26e comte de Crawford et 9e comte de Balcarres et de son épouse Emily Florence, fille du colonel Edward Bootle-Wilbraham. Le diplomate Ronald Lindsay est son frère cadet. Il fait ses études au Collège d'Eton et au Magdalen College, Oxford.
Sa famille a de vastes domaines miniers sur le Lancashire Coalfield à Haigh près de Wigan et a son siège à Haigh Hall. Il est président de la Wigan Coal and Iron Company et de son successeur la Wigan Coal Corporation.
Au cours de la Première Guerre mondiale, au début de 1915, à 43 ans, et ayant refusé le poste de Gouverneur général des Indes, il s'enrôle dans le Royal Army Medical Corps. Avant la guerre, il a occupé le grade de capitaine dans le 1er bataillon (volontaire) du régiment de Manchester. Il a ainsi échangé des palais en Inde et la perspective d'une position administrative confortable pour la réalité de la salle d'opération d'une station de compensation de première ligne. Parfois, jusqu'à 1 000 victimes chaque jour passent par le poste de compensation de Hazebrouck, où il est stationné. C'est alors qu'il développe ce que sa petite-fille, Rose Luce, décrit comme des «sentiments mitigés» à l'égard des membres des classes d'officiers (sa propre «classe», bien sûr). En 2013, ses journaux intimes de ses expériences ont été publiés sous forme de mémoires Great War Diaries du soldat Lord Crawford: From Medical Orderly to Cabinet Minister, édité par son petit-fils Christopher Arnander.

## Carrière politique
Crawford est élu député de Chorley en 1895 et exerce les fonctions de Lords du Trésor de 1903 à 1905 sous la direction d'Arthur Balfour. Après que les conservateurs soient entrés dans l'opposition en 1905, il est whip en chef conservateur à la Chambre des communes entre 1911 et 1913. La dernière année, il succède à son père dans le comté et prend son siège à la Chambre des lords (en vertu de son titre junior de baron Wigan, qui est dans la pairie du Royaume-Uni). En juillet 1916, Crawford est admis au Conseil privé et nommé président du Board of Agriculture, avec un siège au cabinet, dans le gouvernement de coalition de HH Asquith.
Lorsque David Lloyd George devient Premier ministre en décembre 1916, Crawford devient Lord du sceau privé. En janvier 1919, Lloyd George le nomme Chancelier du duché de Lancastre mais le retire du cabinet. Il est nommé premier commissaire aux travaux en avril 1921 et, en avril de l'année suivante, il est également nommé ministre des Transports et réintégré au cabinet. Il conserve ces deux postes jusqu'à la chute du gouvernement de coalition en octobre 1922.
En dehors de sa carrière politique, Crawford est chancelier de l'Université de Manchester entre 1923 et 1940, administrateur de la National Portrait Gallery et sous-lieutenant du Lancashire. Il est membre de la Society of Antiquaries en 1900, également de la Royal Society en 1924 et est fait chevalier du chardon en 1921.

## Famille
Il épouse, à l'Église Sainte-Marguerite de Westminster, le 25 janvier 1900, Constance Lilian Pelly, fille d'Henry Pelly, 3e baronnet. Ils ont huit enfants, deux fils et six filles. Une fille, Mary Lilian Lindsay (1910-2004), épouse Reginald Manningham-Buller (1er vicomte Dilhorne), Lord grand chancelier de Grande-Bretagne de 1962 à 1964, dont la fille est Eliza Manningham-Buller, directrice générale du MI5 de 2002 à 2007. Leur fils cadet, James Lindsay est député de Devon North. La cinquième fille de Lord et Lady Crawford, Katharine Constance Lindsay, épouse Godfrey Nicholson, 1er baronnet, et est la mère de la baronne Nicholson de Winterbourne.
Le comte a dit de lui-même "qu'il était publiquement connu comme le premier comte écossais, alors qu'en réalité il était un marchand de charbon du Lancashire". À une occasion, il a invité les autres gouverneurs de la bibliothèque John Rylands à voir une exposition des trésors de sa bibliothèque et un certain nombre d'autres professeurs de l'Université Victoria de Manchester étaient également présents. Parmi ceux-ci se trouvait le professeur de commerce, George William Daniels, qui a payé le comte et la comtesse le compliment suivant, "Vous savez, cela vaut cinq siècles d'élevage pour en reproduire deux comme ceux-là" .
Lord Crawford est décédé en mars 1940, à l'âge de 68 ans, et son fils aîné David Lindsay (28e comte de Crawford), lui succède. La comtesse de Crawford est décédée en janvier 1947.